# Hyperbatus aemulus
Hyperbatus aemulus är en stekelart som först beskrevs av Holmgren 1857.  Hyperbatus aemulus ingår i släktet Hyperbatus och familjen brokparasitsteklar. Inga underarter finns listade i Catalogue of Life.